# Saint-Genis-les-Ollières
Saint-Genis-les-Ollières és un municipi francès, situat a la metròpoli de Lió i a la regió de Alvèrnia - Roine-Alps. L'any 2007 tenia 4.655 habitants.

## Demografia

### Població
El 2007 la població de fet de Saint-Genis-les-Ollières era de 4.655 persones. Hi havia 1.735 famílies de les quals 365 eren unipersonals (129 homes vivint sols i 236 dones vivint soles), 494 parelles sense fills, 710 parelles amb fills i 166 famílies monoparentals amb fills.
La població ha evolucionat segons el següent gràfic:
Habitants censats

### Habitatges
El 2007 hi havia 1.854 habitatges, 1.756 eren l'habitatge principal de la família, 35 eren segones residències i 63 estaven desocupats. 1.443 eren cases i 408 eren apartaments. Dels 1.756 habitatges principals, 1.301 estaven ocupats pels seus propietaris, 425 estaven llogats i ocupats pels llogaters i 29 estaven cedits a títol gratuït; 18 tenien una cambra, 153 en tenien dues, 216 en tenien tres, 451 en tenien quatre i 917 en tenien cinc o més. 1.459 habitatges disposaven pel capbaix d'una plaça de pàrquing. A 729 habitatges hi havia un automòbil i a 948 n'hi havia dos o més.

### Piràmide de població
La piràmide de població per edats i sexe el 2009 era:
| Homes | Edats   | Dones |
| ----- | ------- | ----- |
| 0     | 95 o +  | 8     |
| 4     | 90 a 94 | 12    |
| 12    | 85 a 89 | 12    |
| 16    | 80 a 84 | 40    |
| 28    | 75 a 79 | 44    |
| 88    | 70 a 74 | 64    |
| 52    | 65 a 69 | 96    |
| 124   | 60 a 64 | 88    |
| 140   | 55 a 59 | 84    |
| 188   | 50 a 54 | 216   |
| 208   | 45 a 49 | 200   |
| 196   | 40 a 44 | 228   |
| 128   | 35 a 39 | 168   |
| 116   | 30 a 34 | 196   |
| 128   | 25 a 29 | 116   |
| 144   | 20 a 24 | 176   |
| 224   | 15 a 19 | 184   |
| 212   | 10 a 14 | 204   |
| 248   | 5 a 9   | 108   |
| 160   | 0 a 4   | 92    |

## Economia
El 2007 la població en edat de treballar era de 3.132 persones, 2.264 eren actives i 868 eren inactives. De les 2.264 persones actives 2.137 estaven ocupades (1.086 homes i 1.051 dones) i 127 estaven aturades (63 homes i 64 dones). De les 868 persones inactives 260 estaven jubilades, 412 estaven estudiant i 196 estaven classificades com a «altres inactius».

### Ingressos
El 2009 a Saint-Genis-les-Ollières hi havia 1.813 unitats fiscals que integraven 4.862,5 persones, la mediana anual d'ingressos fiscals per persona era de 25.044 €.

### Activitats econòmiques
Dels 217 establiments que hi havia el 2007, 2 eren d'empreses extractives, 7 d'empreses alimentàries, 4 d'empreses de fabricació d'altres productes industrials, 39 d'empreses de construcció, 32 d'empreses de comerç i reparació d'automòbils, 8 d'empreses de transport, 10 d'empreses d'hostatgeria i restauració, 9 d'empreses d'informació i comunicació, 11 d'empreses financeres, 15 d'empreses immobiliàries, 36 d'empreses de serveis, 34 d'entitats de l'administració pública i 10 d'empreses classificades com a «altres activitats de serveis».
Dels 51 establiments de servei als particulars que hi havia el 2009, 1 era una oficina de correu, 1 una oficina bancària, 4 tallers de reparació d'automòbils i de material agrícola, 1 autoescola, 6 paletes, 5 guixaires pintors, 8 fusteries, 4 lampisteries, 6 electricistes, 1 empresa de construcció, 5 perruqueries, 3 restaurants, 5 agències immobiliàries i 1 saló de bellesa.
Dels 9 establiments comercials que hi havia el 2009, 1 era una gran superfície de material de bricolatge, 1 una botiga de menys de 120 m², 4 fleques, 2 carnisseries i 1 una llibreria.
L'any 2000 a Saint-Genis-les-Ollières hi havia 5 explotacions agrícoles.

## Equipaments sanitaris i escolars
El 2009 hi havia 2 farmàcies i 1 ambulància.
El 2009 hi havia 1 escola maternal i 1 escola elemental.

## Poblacions més properes
El següent diagrama mostra les poblacions més properes.